# Asphondylia strobilanthi
Asphondylia strobilanthi är en tvåvingeart som beskrevs av Ephraim Porter Felt 1921. Asphondylia strobilanthi ingår i släktet Asphondylia och familjen gallmyggor. Inga underarter finns listade i Catalogue of Life.